# Соня Актар
Сона Актар (15 липня 1997) — бангладеська плавчиня.
Учасниця Олімпійських Ігор 2016 року, де на дистанції 50 метрів вільним стилем посіла 69-те місце і не потрапила до півфіналів.